# Lutèce (Holmès)
Pour les articles homonymes, voir Lutèce (homonymie).
Lutèce est une symphonie dramatique d'Augusta Holmès composée en 1877 et créé à Angers en 1884.

## Contexte historique
Augusta Holmès compose sa symphonie en 1877. Le sujet porte la gloire des vaincus. Le texte poétique chanté est écrit par la compositrice elle-même. L'œuvre est présentée l'année suivante au concours de la Ville de Paris. Lors du concours, Charles Gounod fut impressionné par l'œuvre, contrairement à Auguste Vaucorbeil. Elle ne gagna pas le concours, le prix fut décerné à Benjamin Godard (Le Tasse) et Théodore Dubois (Le Paradis perdu). La partition fut éditée en 1880. Elle est créée à Angers le 30 novembre 1884 sous la direction de Jules Bordier et Gustave Lelong par l'Association artistique d'Angers. La compositrice a choisi comme chanteuse Marthe Duvivier dans le rôle de la Gauloise, tandis que le Gaulois a été interprété par Numa Auguez.

## Structure
L'œuvre est composée de trois parties, chacune ayant une strophe déclamée en début de mouvement :
1. Le départ
2. Le champ de bataille
3. Après la défaite

## Analyse
Selon Édouard Dujardin, le premier mouvement, une fugue coupée d'appels de trompette dans tous les tons, expose une scène d'un calme printanier sur les rives de la Seine où un gaulois et une gauloise chantent leur amour. Ils sont interrompus par un messager venu leur annoncer que les romains ont envahi le sol gaulois. L'amour devient patriotisme, et l'homme part pendant que la femme lui fait un adieu prophétique :
« Va, que ta première blessure

Remplace mon premier baiser ! »
La seconde partie présente la bataille dans une grande page symphonique. Les romains triomphe, le fiancé est blessé à mort et expire avec ses compagnons.
La troisième partie est le développement du « Gloria Victis ! » en commençant par un deuil et des lamentations. Cependant, parmi les gémissements, la fiancée apparaît et entame l'hymne des vaincus glorieux.

## Critique
Édouard Dujardin qualifie Lutèce d'ode dramatisée avec musique. L'orchestration est très influencé par Wagner, présente plusieurs thèmes : la Patrie, l'Amour. Ils se mêlent parfois l'un à l'autre, devenant tantôt sensuels, tantôt virils et intenses de passion. Le succès a été complet, Augusta Holmès étant acclamée à la fin de chaque mouvement. Le critique considère Lutèce comme la première grande œuvre de la compositrice